# Mogliamante
Mogliamante è un film del 1977 diretto da Marco Vicario.

## Trama
Agli inizi del Novecento Luigi, ricco commerciante di vini della provincia veneta, conduce uno stanco ménage coniugale con la moglie Antonia, afflitta da disturbi isterici e costretta a letto da calmanti e sonniferi. In un periodo di accese dispute politiche, nessuno sospetta in lui un anarchico e un autore (con lo pseudonimo di Ulisse) di opuscoli clandestini che incitano alla rivolta. Assistendo involontariamente a un omicidio, Luigi crede di essere ricercato ed è costretto a nascondersi nel granaio della casa di suo cugino Vincenzo. La sparizione del marito costringe Antonia a vincere la sua malattia immaginaria e ad occuparsi degli affari di famiglia: con il calesse comincia ad andare in giro dai clienti e, nel corso di queste visite, non solo viene a sapere delle simpatie anarco-libertarie di Luigi, ma anche delle sue relazioni extraconiugali.
Credendo Luigi ormai morto, Antonia comincia ad assaporare il piacere di una ritrovata libertà e si butta dapprima fra le braccia di un ufficiale; poi allaccia una relazione con un giovane medico presunto omosessuale fino a sperimentare un rapporto a tre con la dottoressa Paola, amante di suo marito, e con il conte Brandini. Dal granaio di Vincenzo, che si trova proprio di fronte a casa sua, Luigi può spiare la donna e, sempre più infuriato dalla gelosia, prende atto della sua incredibile metamorfosi che si completa quando lei scopre che il marito è vivo: ora Antonia, sapendo che lui la osserva, si spinge ancor più nella provocazione e l'effetto sarà quello di far uscire dal nascondiglio Luigi, ferito nell'onore, e di farlo tornare a casa.

## Produzione
Il film fu girato in provincia di Treviso, in particolare a Cison di Valmarino dove, per l'abitazione di Luigi e Antonia e per il granaio di Vincenzo, vennero utilizzati due edifici che si trovavano davvero uno di fronte all'altro in piazza Roma, e poi a Farra di Soligo, al Molinetto della Croda, al castello Papadopoli Giol di San Polo di Piave, alla Villa Rinaldi di Asolo e a Vittorio Veneto.

## Critica
«I tocchi femministi e pirandelliani lasciano il tempo che trovano... solita farsa di costume... Avrebbe dovuto dirigere Marco Bellocchio.» *½

## Riconoscimenti
- David di Donatello 1978
  - Miglior musicista